# Kallenhardt
Kallenhardt est un village d'Allemagne, dépendant aujourd'hui de la municipalité de Rüthen dans l'arrondissement de Soest (Rhénanie-du-Nord-Westphalie). Sa population s'élevait à 1 656 habitants au 31 décembre 2013.

## Géographie
Kallenhardt se trouve dans le Sauerland, au sud de la ville de Rüthen, dans la forêt d'Arnsberg.

## Histoire
La charte de fondation du monastère de Grafschaft en 1072 fait mention d'un lieu précédent d'habitations. Le village actuel datant de 1297 est de plan régulier et se situe sur une colline afin de prémunir  ses habitants protégés par l'archevêque de Cologne, des attaques des habitants d'Arnsberg. Le village qui comprend l'église Saint-Clément et un hôtel de ville est entouré de remparts avec trois tours à portail. Depuis le Moyen Âge, Kallenhardt appartient au duché de Westphalie dépendant du prince-évêque de Cologne. À partir de l'époque napoléonienne (1802), il dépend du landgraviat de Hesse-Darmstadt. Les murs d'enceinte sont démolis en 1808. Il entre en 1811 dans le district de Schultheiß. La Westphalie (alliée de Napoléon) devient possession du royaume de Prusse victorieux en 1815. Le village dépend administrativement de l'arrondissement de Brilon, pour entrer dans celui de Lippstadt en 1820. Le1er janvier 1975, Kallenhardt dépend administrativement de la municipalité de la ville de Rüthen avec qui il fusionne et appartient donc à l'arrondissement de Soest.
Un certain nombre de ses habitants sont victimes entre 1573 et 1619 de la chasse aux sorcières. 

## Démographie

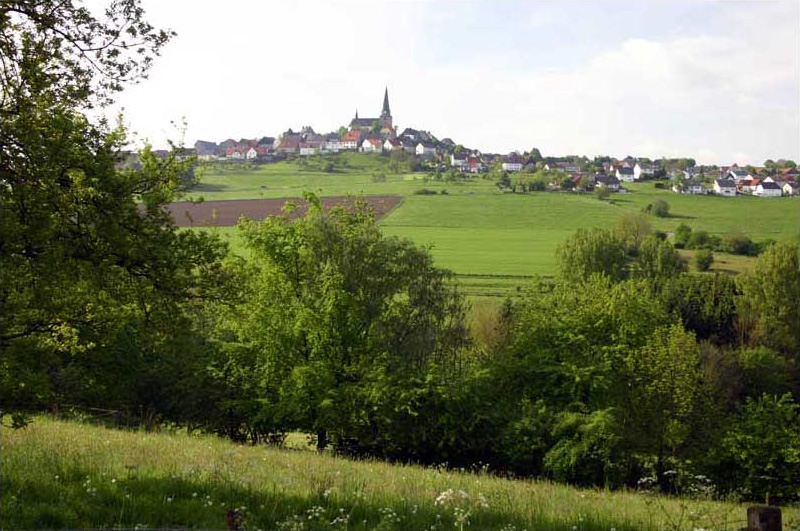
Kallenhardt

- 1861: 1 038 habitants
- 1939: 0997 habitants
- 1950: 1 376 habitants
- 1961: 1 362 habitants
- 1970: 1 541 habitants
- 1974: 1 506 habitants
- 1975: 1 482 habitants
- 2007: 1 950 habitants
- 2008: 1 975 habitants
- 2011: 1 690 habitants
- 2013: 1 656 habitants

## Politique
Le représentant du village est Antonius Cramer (SPD).

## Culture

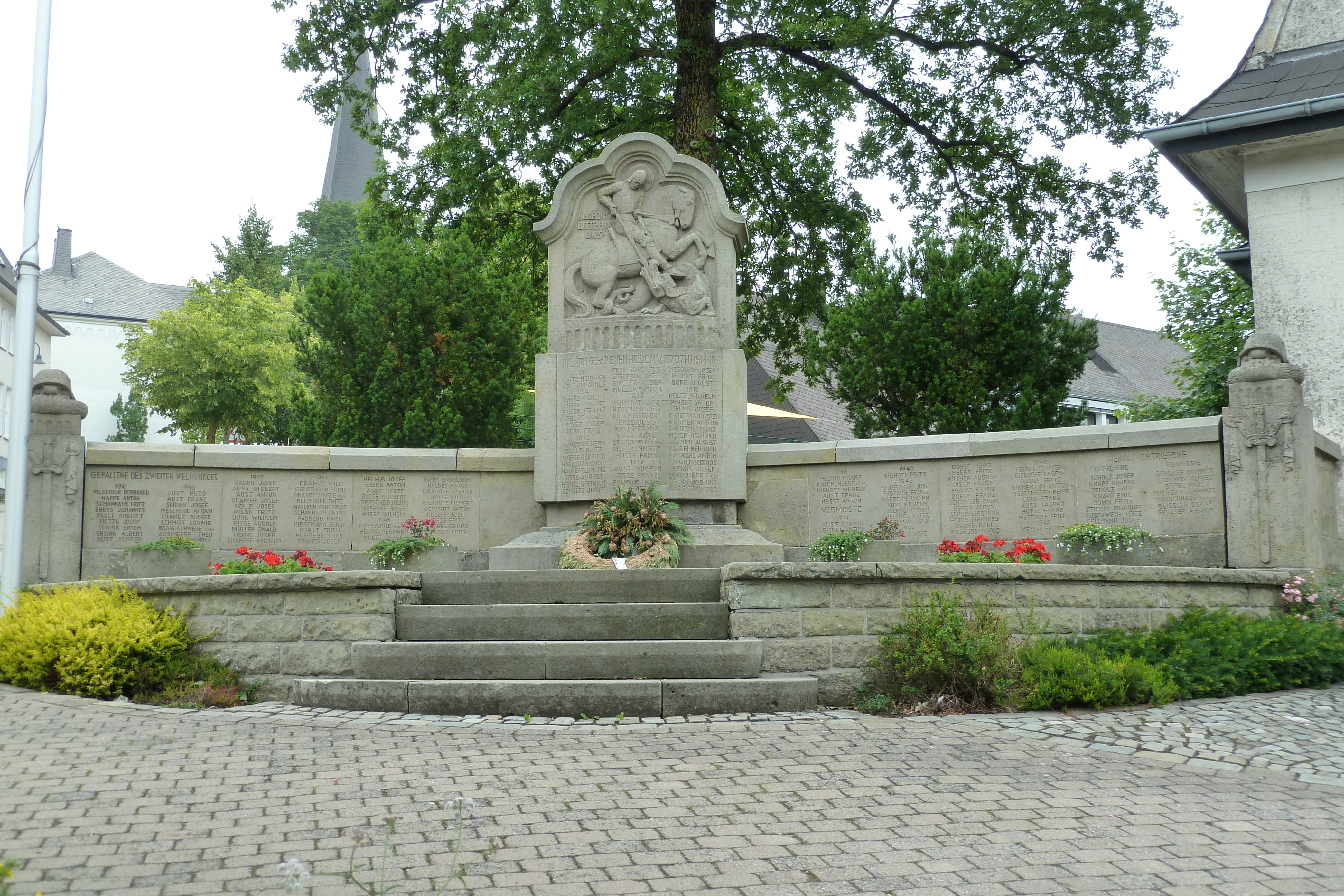
Monument aux morts.

### Patrimoine architectural

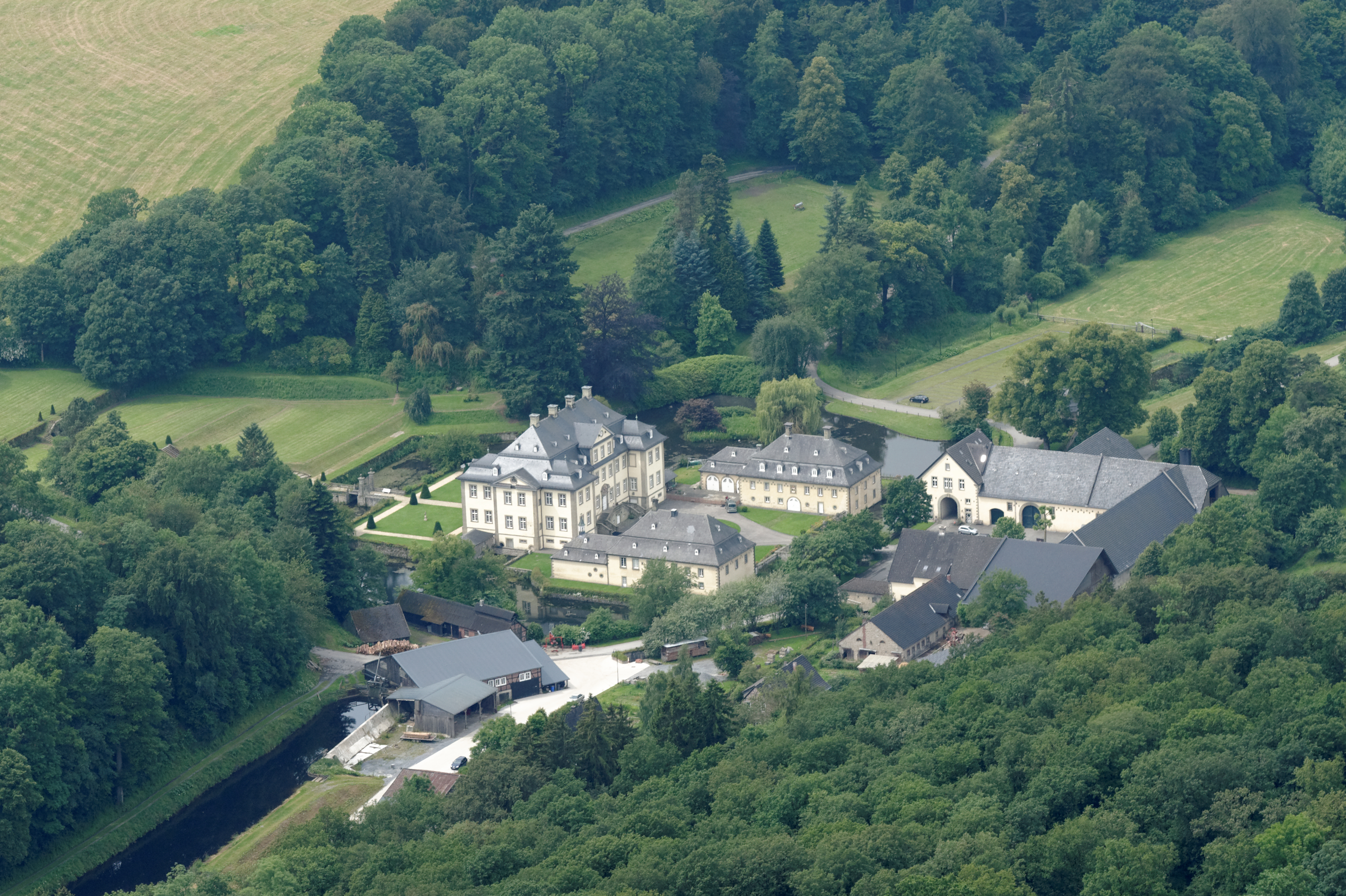
Vue du château de Körtlinghausen.

- Le château de Körtlinghausen est l'édifice le plus remarquable à proximité du village. Il est d'architecture baroque et a été construit en 1714.
- L'église Saint-Clément est bâtie en 1722, également de style baroque.
- L'ancien hôtel de ville remonte aux XIVe et XVe siècles.
- Le village comprend de nombreuses maisons à colombages typiques des XVIIe et XVIIIe siècles, malgré plusieurs incendies (dont le plus grave en 1791).

### Sport et loisirs

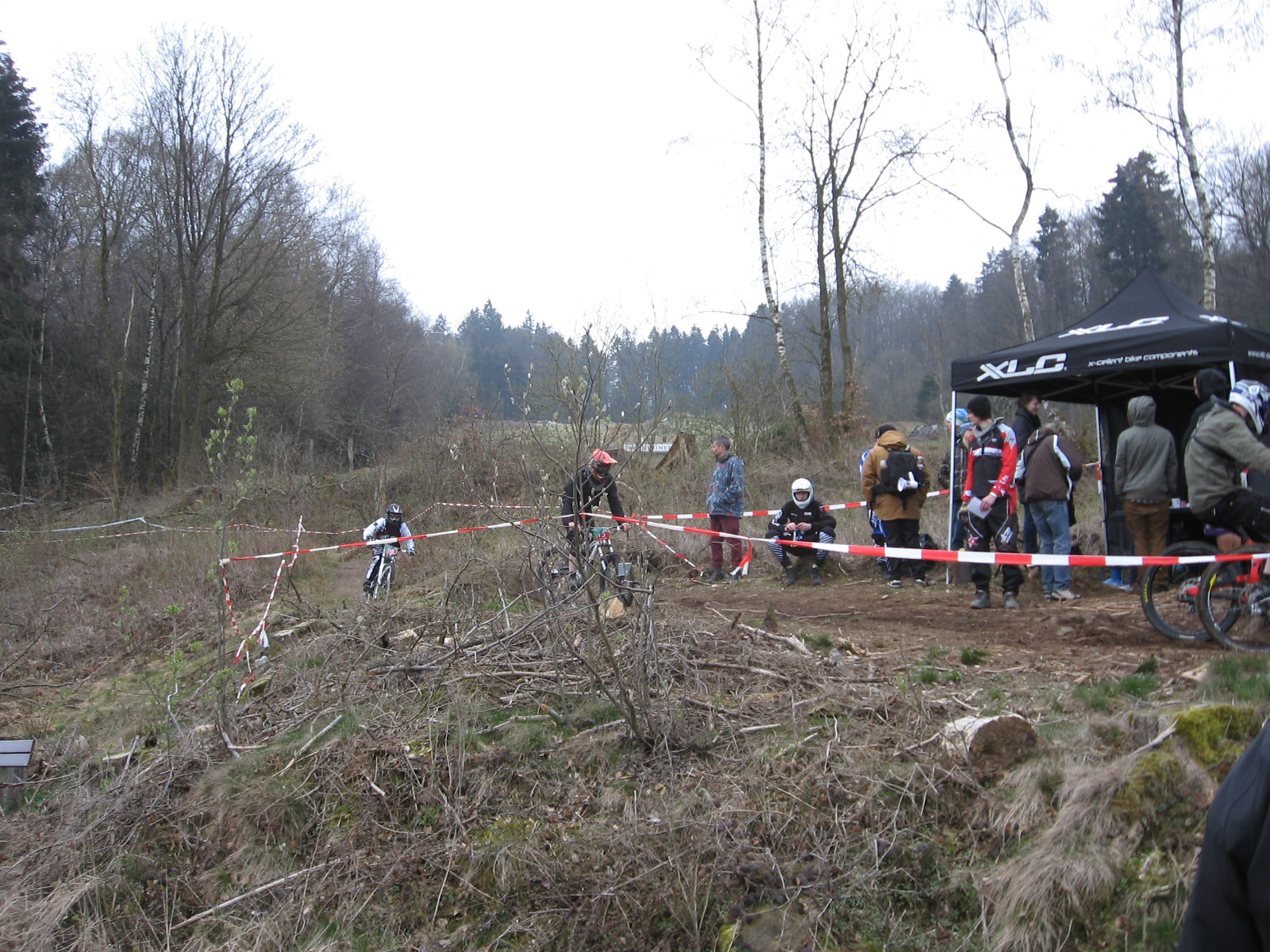
Le bikepark.

Kallenhardt possède un petit point skiable l'hiver avec remontées mécaniques. Le village accueille un club de football TVK qui joue dans la ligue du district en poule B.
L'orchestre de danse et d'instruments à vent local remonte à 1829. C'est en 1921 qu'est fondée l'union des joueurs de percussion Tambourcorps Einigkeit. Ces deux associations jouent un rôle important pour la jeunesse locale et sont connues dans la région.
Le Warsteiner Bikepark se trouve au sud-est du village.

## Infrastructures
Le village possède deux hôtels, une épicerie, une charcuterie, une boulangerie, deux auberges.

## Accès
Le village est relié par une ligne d'autocars, la WestfalenBus GmbH, la ligne R77 de Warstein à Rüthen, passant par Kallenhardt. Elle est en activité dans les deux sens, les jours de semaine.

## Enseignement
- Jardin d'enfants catholique
- École primaire catholique (Kath. Teilstandort der Nikolaus-Grundschule Rüthen)